# Mercenary
Mercenary (с англ. — «Наёмник») — метал-группа из Дании, которая была сформирована в 1991 году. Хотя они, как правило, помечены как Melodic Death Metal, но так же используют аспекты Power Metal в своей музыке, а также Thrash Metal в своих более ранних работах.
В 1991 году, когда Крал и Андреас сформировали группу, они услышали песню Slayer «Ghosts of War», в тексте которой были слова: «Fallen Mercenary». Тогда они решили назвать группу Mercenary. На своих концертах они использовали грим, чтобы раскрасить свои лица в милитари узоре, но решили прекратить, когда стало слишком сложно наносить «боевой раскрас» до и снимать его после шоу.

## Участники группы

### Действующие участники
- Martin Buus
  - Лидер гитара (с 2002)
  - Клавишные (с 2009)
- Jakob Mølbjerg
  - Ритм гитара (с 1995)
- René Pedersen
  - Бас гитара (с 2006)
  - Гроул вокал (с 2006)
  - Чистый вокал (с 2009)
- Martin Nielsen
  - Барабаны (с 2019)

| Роль               | Альбом                 | Альбом                 | Альбом                 | Альбом                | Альбом            | Альбом         | Альбом                   | Альбом                       |
| Роль               | First Breath           | Everblack              | 11 Dreams              | The Hours That Remain | Architect of Lies | Metamorphosis  | Through Our Darkest Days | Soundtrack For The End Times |
| ------------------ | ---------------------- | ---------------------- | ---------------------- | --------------------- | ----------------- | -------------- | ------------------------ | ---------------------------- |
| Гитара             | Nikolaj Brinkman       | Signar Petersen        | Martin Buus            | Martin Buus           | Martin Buus       | Martin Buus    | Martin Buus              | Martin Buus                  |
| Ритм-гитара        | Jakob Mølbjerg         | Jakob Mølbjerg         | Jakob Mølbjerg         | Jakob Mølbjerg        | Jakob Mølbjerg    | Jakob Mølbjerg | Jakob Mølbjerg           | Jakob Mølbjerg               |
| Бас-гитара и Гроул | Henrik «Kral» Andersen | Henrik «Kral» Andersen | Henrik «Kral» Andersen | Jacob Hansen*         | René Pedersen     | René Pedersen  | René Pedersen            | René Pedersen                |
| Вокал (Чистый)     | -                      | Mikkel Sandager        | Mikkel Sandager        | Mikkel Sandager       | Mikkel Sandager   | René Pedersen  | René Pedersen            | René Pedersen                |
| Клавишные          | -                      | Morten Sandager        | Morten Sandager        | Morten Sandager       | Morten Sandager   | Martin Buus    | -                        | -                            |
| Барабаны           | Rasmus Jacobsen        | Rasmus Jacobsen        | Mike Park Nielsen      | Mike Park Nielsen     | Mike Park Nielsen | Morten Løwe    | Peter Mathiesen          | Martin Nielsen               |

*Jacob Hansen не является членом Mercenary, он является продюсером всех альбомов и выступал в качестве басиста на записи The Hours that Remain.

## Дискография

### Студийные альбомы
- First Breath (1998)
- Everblack (2002)
- 11 Dreams (2004)
- The Hours that Remain (2006)
- Retrospective (Best of/Compilation)
- Architect of Lies (2008)
- Metamorphosis (2011)
- Through Our Darkest Days (2013)
- Soundtrack For The End Times (2023)

### EPs
- Supremacy (1996)

### Сборники
- Mercenary (2006)
- Recollections: The Century Media Years (2012)

### Демо
- Mercenary (1993)
- Gummizild (1994)

## Видеография
- Firesoul (с 11 Dreams)
- My World is Ending (с The Hours that Remain)
- Isolation (с Architect of Lies)
- The Endless Fall (с Architect of Lies)
- Through the Eyes of the Devil (с Metamorphosis)
- Welcome the Sickness (с Through Our Darkest Days)
- From The Ashes Of The Fallen (с Soundtrack For The End Times)
- Beyond the Waves (с Soundtrack For The End Times)